# Les Éduts
Les Éduts és un municipi francès situat al departament del Charente Marítim i a la regió de la Nova Aquitània. L'any 2007 tenia 66 habitants.

## Demografia

### Població
El 2007 la població de fet de Les Éduts era de 66 persones. Hi havia 32 famílies de les quals 12 eren unipersonals (4 homes vivint sols i 8 dones vivint soles), 8 parelles sense fills i 12 parelles amb fills.
La població ha evolucionat segons el següent gràfic:
Habitants censats

### Habitatges
El 2007 hi havia 41 habitatges, 30 eren l'habitatge principal de la família, 6 eren segones residències i 5 estaven desocupats. Tots els 41 habitatges eren cases. Dels 30 habitatges principals, 26 estaven ocupats pels seus propietaris i 4 estaven llogats i ocupats pels llogaters; 1 tenia una cambra, 1 en tenia dues, 3 en tenien tres, 6 en tenien quatre i 19 en tenien cinc o més. 22 habitatges disposaven pel capbaix d'una plaça de pàrquing. A 14 habitatges hi havia un automòbil i a 13 n'hi havia dos o més.

### Piràmide de població
La piràmide de població per edats i sexe el 2009 era:
| Homes | Edats   | Dones |
| ----- | ------- | ----- |
| 0     | 95 o +  | 0     |
| 0     | 90 a 94 | 0     |
| 0     | 85 a 89 | 0     |
| 0     | 80 a 84 | 0     |
| 4     | 75 a 79 | 8     |
| 0     | 70 a 74 | 0     |
| 4     | 65 a 69 | 4     |
| 0     | 60 a 64 | 0     |
| 0     | 55 a 59 | 0     |
| 4     | 50 a 54 | 0     |
| 0     | 45 a 49 | 4     |
| 0     | 40 a 44 | 0     |
| 0     | 35 a 39 | 0     |
| 8     | 30 a 34 | 8     |
| 0     | 25 a 29 | 0     |
| 4     | 20 a 24 | 0     |
| 0     | 15 a 19 | 0     |
| 0     | 10 a 14 | 0     |
| 0     | 5 a 9   | 0     |
| 0     | 0 a 4   | 4     |

## Economia
El 2007 la població en edat de treballar era de 43 persones, 24 eren actives i 19 eren inactives. De les 24 persones actives 23 estaven ocupades (13 homes i 10 dones) i 1 aturada (1 home). De les 19 persones inactives 8 estaven jubilades, 4 estaven estudiant i 7 estaven classificades com a «altres inactius».
Activitats econòmiques
L'any 2000 a Les Éduts hi havia 10 explotacions agrícoles que ocupaven un total de 440 hectàrees.

## Poblacions més properes
El següent diagrama mostra les poblacions més properes.